# Magerabborrtjärnen, Hälsingland
Magerabborrtjärnen är en sjö i Ljusdals kommun i Hälsingland och ingår i Ljusnans huvudavrinningsområde.